# حادثه معبد توزن

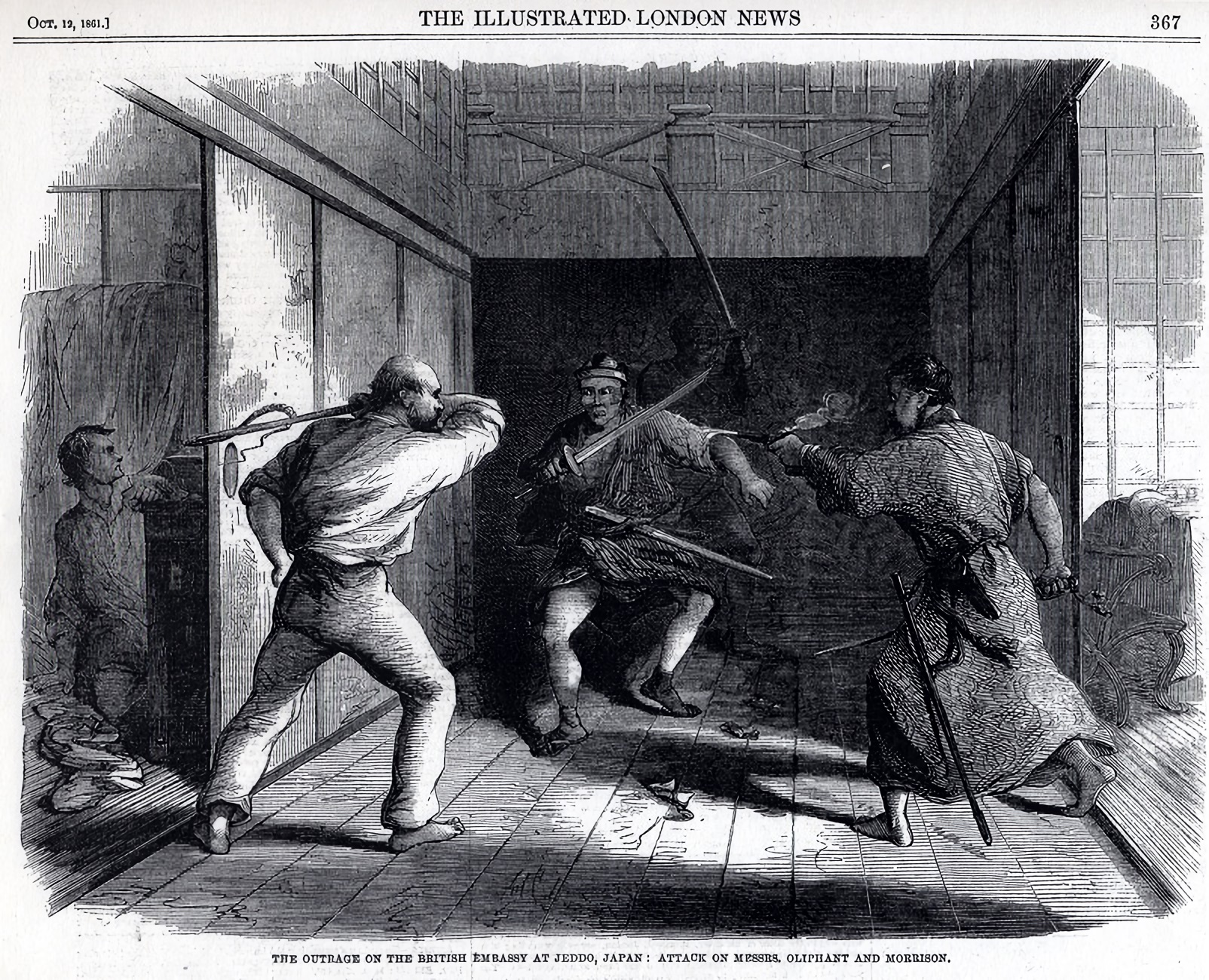

حادثه معبد توزن (به ژاپنی: 東禅寺事件) به دو حمله جداگانه در سال ۱۸۶۱ و ۱۸۶۲ در دوره باکوماتسو به سفارت انگلستان که به‌طور موقت در معبد توزن قرار داشت، گفته می‌شود.